# مرغ باران هرالد
مرغ باران هرالد (انگلیسی: Herald petrel) از مرغ‌های باران است.